# Adèle Kindt
Pour les articles homonymes, voir Kindt (homonymie).
Marie Adélaïde Kindt dite Adèle Kindt, née le 19 décembre 1799 à Bruxelles et morte le 8 mai 1893 dans la même ville est une peintre belge.

## Biographie

### Famille
Marie Adélaïde Kindt est née à Bruxelles le 19 décembre 1799 et y est morte le 8 mai 1893. La presse fit état de son décès. 
Son père, Pierre Charles Joseph Kindt, originaire de Saint-Omer où il était né en 1775, commis de négociant, s'était établi à Bruxelles en 1794, en arrivant avec les troupes d'occupation françaises dont il faisait partie. Il était le fils de Jacques Kindt, un tailleur, et de Louise Outers, tous deux Audomarois. Pierre Kindt avait épousé à Bruxelles  en 1798 une Bruxelloise, Anne Marie Bultos, née dans la ville en 1780. Le père de celle-ci, Herman Bultos, qui habitait rue des Carmes en 1776 et place du Samedi en 1780, était marchand de vin  et il fut mis au rang des émigrés par l'Occupant français.  
On connaît plusieurs enfants nés de l'union de Pierre Kindt avec Anne Marie Bultos, et notamment : 
* Marie Adélaïde, dite Adèle, l'aînée des enfants, née en 1799 et qui resta célibataire,
* Charles Léon, dit Léon, né en 1801, âgé de 11 ans en 1812, qui épouse à Bruxelles  en 1828 l'artiste peintre Isabelle Catherine van Assche dont l'oncle, Henri Van Assche (1774 - 1841) était artiste peintre. Léon Kindt est mort à Saint-Josse-ten-Noode le 11 décembre 1853, laissant plusieurs enfants qui portaient le nom de Kindt-van Assche dont une fille Clara Kindt-Van Assche, née en 1833.
* Pétronille Pauline Laurence, dite Laurence, née en 1802, âgée de 10 ans en 1812, qui épousa à Saint-Josse-ten-Noode  en 1833 Edouard Joseph Delvaux, artiste peintre qui fut l'élève de Henri Van Assche. Laurence est et morte à Charleroi le 25 août 1863,
* Claire Charlotte Kindt, née à Bruxelles le 26 fructidor an XI (13 septembre 1803), qui sera également artiste peintre,
* Jules, né en 1804, qui épousera à Bruxelles en 1832 Aminthe Joséphine Couyère, et qui aura pour enfant notamment Mathilde Kindt, l'épouse du marchand de tableaux Arthur Stevens,
* Charles Victor, né en 1811, qui épousa à Bruxelles en 1835 Adèle Kock.
Laurence et Claire, deux sœurs d'Adèle Kindt, seront également peintres.

### Formation
C'est auprès d'Antoine Cardon qu'Adèle Kindt apprend le dessin avant de devenir quelque temps l'élève de Jacques-Louis David. Elle passe ensuite dans l'atelier de Sophie Rude en 1821. Puis elle entre dans l'école de Navez avec lequel elle apprend le grand genre.

### Carrière artistique
En 1826, Adèle Kindt obtient le premier prix de peinture d'histoire au salon de l'Académie de Gand avec une toile évoquant un événement marquant de l'histoire des Pays-Bas : l'exécution, en 1568, du comte d'Egmont,. Le choix d'un sujet d'histoire nationale, le caractère dramatique, déchirant et sentimental de l'épisode dépeint - Le Comte d'Egmont prend congé de sa femme et remet à l'évêque d'Ypres une lettre pour Philippe II - rattachent d'emblée l'œuvre au courant romantique. Adèle Kindt produira plusieurs tableaux dans le même esprit. Citons : Elisabeth, reine d'Angleterre, charge sa secrétaire et Lord Burleigh de l'exécution de la sentence qu'elle vient de signer contre Marie Stuart, toile qu'elle exposa au Salon de Bruxelles de 1827 et qui fut acquise par le gouvernement comme le fut, un an plus tard, son Mélanchthon prédisant l'avenir de Guillaume I, dit le Taciturne.
En 1829, ce sera Marie Stuart au château de Loch Leven, exposé au Salon de 1830 à Bruxelles, puis François Ier et Eléonore d'Autriche, que le peintre commente en écrivant au Secrétaire de la Société royale des Beaux-Arts de Bruxelles : « François Ier, après avoir été fait prisonnier à la bataille de Pavie, fut conduit en Espagne, au château de Madrid. Le chagrin d'avoir perdu son armée et la contrariété de sa captivité le rendirent malade. Charles V voulant adoucir sa position le fit soigner par sa sœur Éléonore. À la paix, cette princesse devint Reine de France. »
Adèle Kindt se révèle très soucieuse de relations publiques. À lire ses lettres adressées aux Secrétaires de la Société royale des Beaux-Arts, on retrouve son souci de commenter ses peintures dont les sujets ne sont pas toujours évidents à décrypter.
L'histoire contemporaine retient aussi l'attention de l'artiste : les événements de la révolution belge de Septembre lui inspire La Révolution de 1830 ou Épisode des journées de septembre 1830 (voir ci-dessous). Une ressemblance avec La Marseillaise de François Rude, sculpture sur l'Arc de Triomphe de Paris, peut être ressentie, dans le mouvement général de l'œuvre du maître et de l'élève.
Mais la peinture d'histoire n'est pas la seule que pratique la prolifique Adèle Kindt. De très nombreuses scènes de genre, quelques sujets religieux et des portraits en témoignent. Parmi les toiles peintes jusqu'en 1830 et exposées aux différents Salons hollandais et belges, citons : David jouant de la harpe (1821), Jeune fille auprès d'un ermite (1822), Vieille conteuse (1826), Madone pour la chapelle de Chimay (1827), La famille d'un pêcheur attendant son retour (1828), Le montagnard écossais et la jeune-fille (1828), Une halte de musiciens ambulants (1829), La rentrée d'un joueur dans sa famille (1830).
Jusqu'à la fin de sa carrière, qui fut fort longue, Adèle Kindt continue de produire de très nombreuses toiles. Si l'on ne compte que celles qu'elle expose aux différents Salons belges et hollandais entre 1825 et 1879, on arrive sans peine à un total de plus de soixante œuvres.
Toute sa vie est dédiée à sa peinture. Œuvre très abondante, mais les musées qui avaient des peintures d'Adèle Kindt en ont vendu pour acquérir des peintures de grands maîtres. L'Amérique apprécie beaucoup les sujets historiques.

## Œuvres
Son œuvre se compose essentiellement de peinture d'histoire et de portraits.
- Musée de Bruxelles : Portrait du Professeur Auguste Baron (1826)[18].
- Musée des beaux-arts de Dijon : Marie Stuart au château de Loch-Leven, effet de lune (1829).
- Musée de Courtrai : Van Dyck fait admirer à la villageoise de Zaventhem son tableau de la légende de Saint-Martin (1841).
- Hôtel de ville de Gand : Les derniers instants du Comte d'Egmont (1826).
- Maison du Roi de Bruxelles : Épisode des journées de septembre (1830), non signé[16].
- Hôtel de Ville de Mons : Portrait du Comte Vinchant de Gontroeul, Général Major au service de l'Autriche (1860).
- Musée Charlier Bruxelles : Portrait d'Estelle Juste, Comtesse du St Empire (1818).
- Infirmerie du Béguinage de Bruxelles : Le Christ et les Anges, (1851).
- Musée Couven d'Aix-la-Chapelle : Portraits de Franzeska et Augusta Kutgens.

Œuvres d'Adèle Kindt
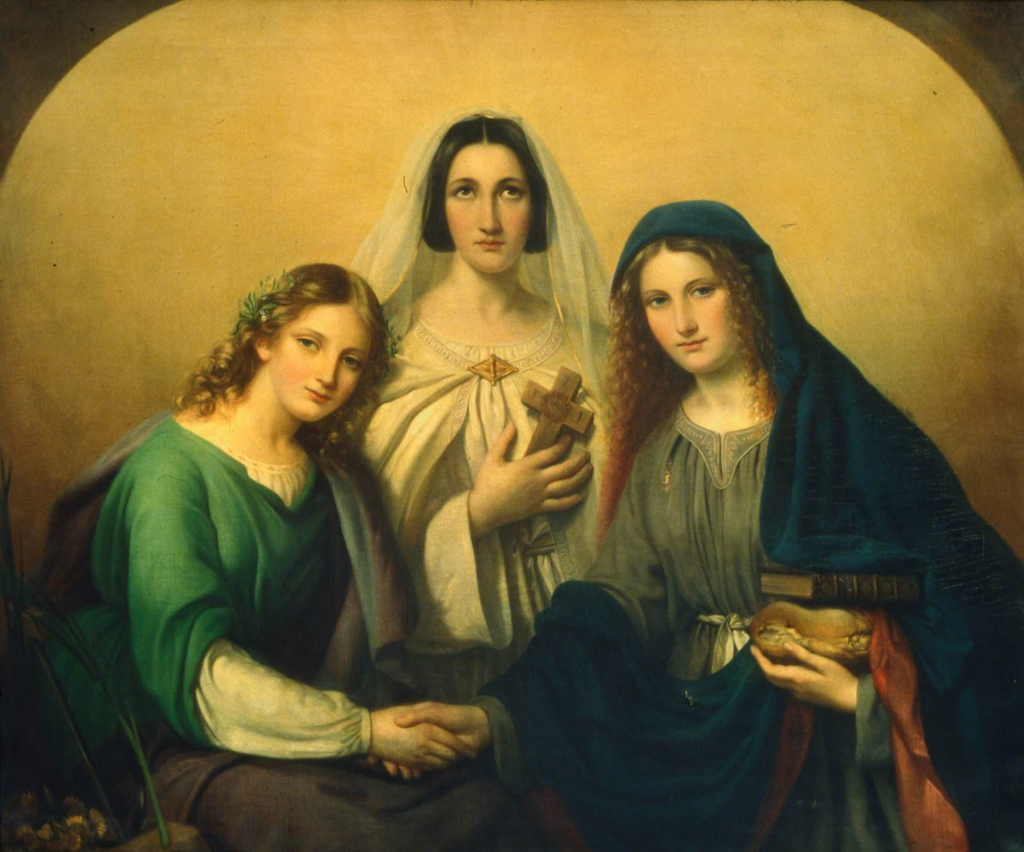
Foi, espérance et charité (1840), Musée des Beaux-Arts de Boston.
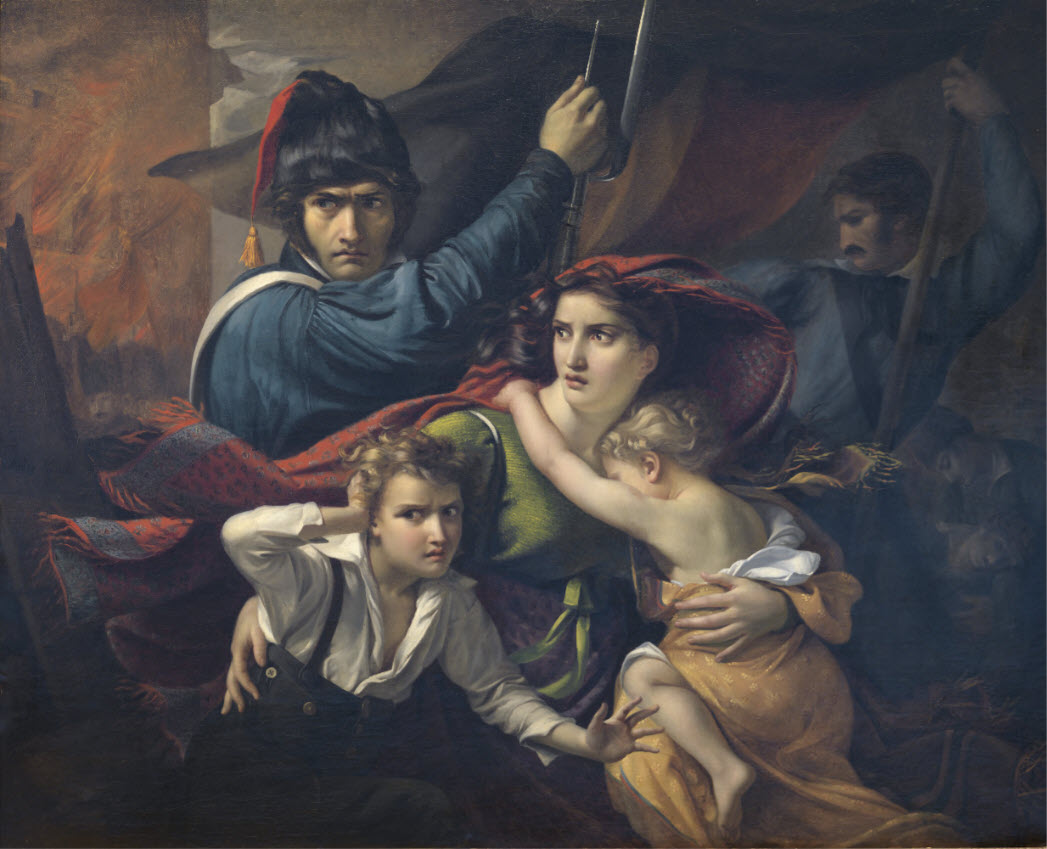
Épisode des journées de septembre 1830 (1830), Mairie de Bruxelles.
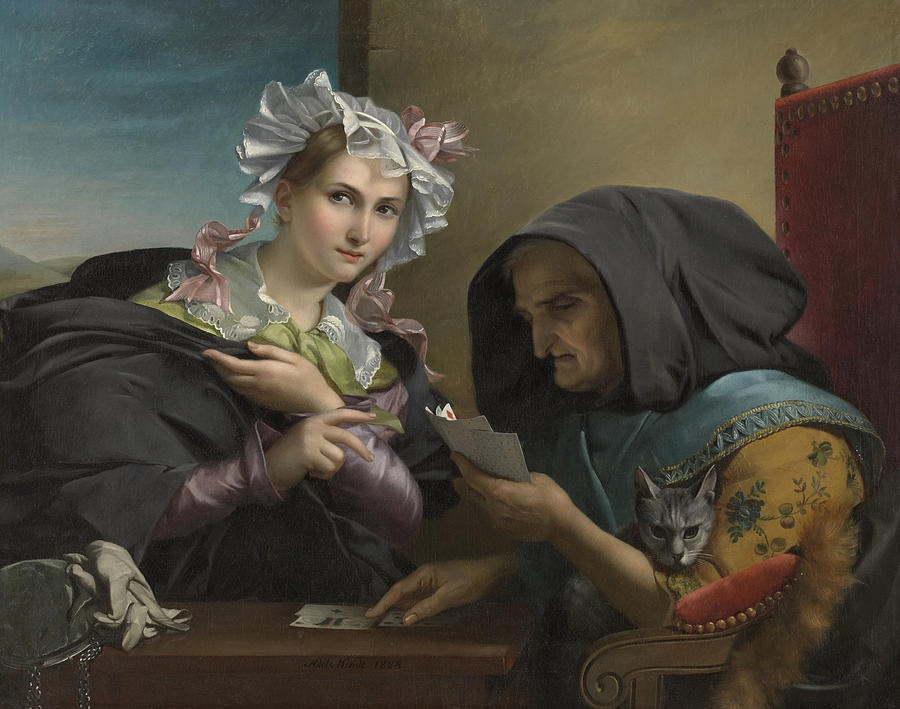
La diseuse de bonne aventure (1835), Musée d'Anvers.
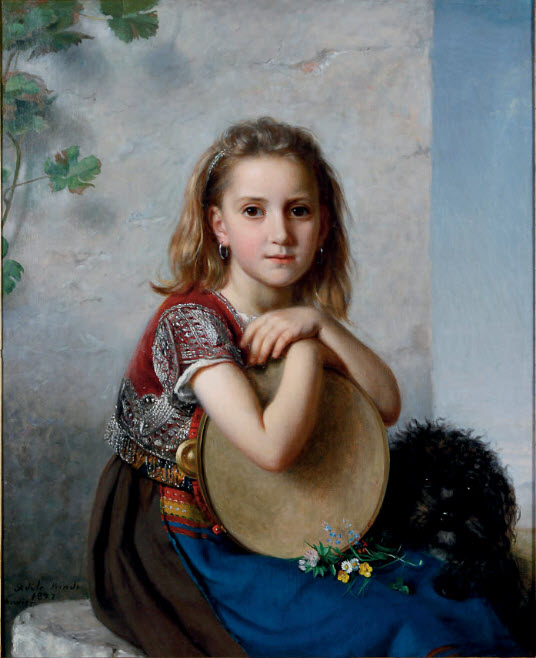
Jeune fille avec son chien (1877), localisation inconnue.
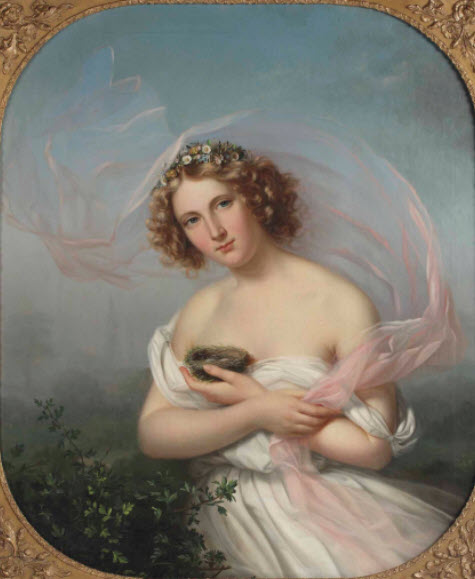
Jeune femme en robe blanche (1853), localisation inconnue.
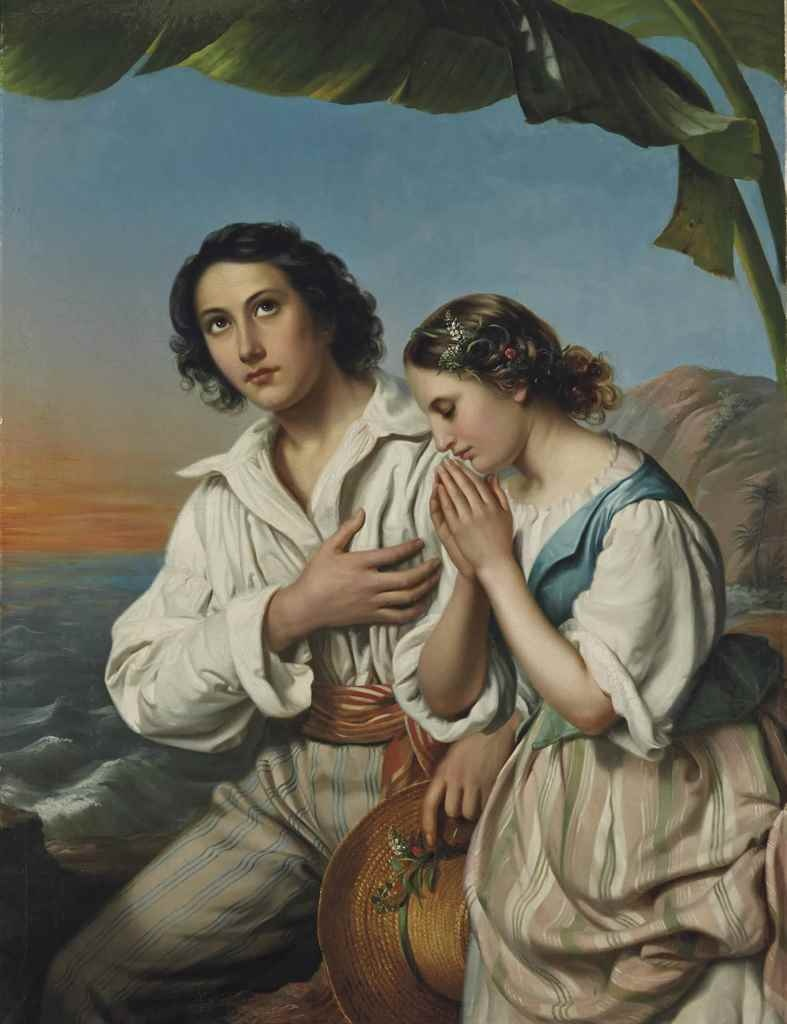
Paul et Virginie (1856), localisation inconnue.
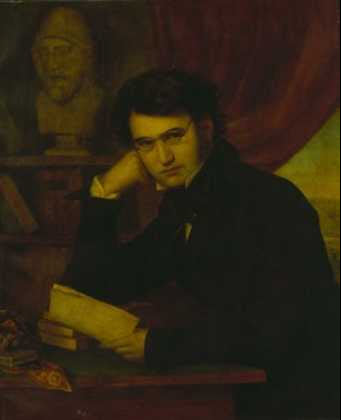
Portrait du Professeur Auguste Baron (1826), Musées royaux des Beaux-Arts de Bruxelles.

## Expositions
En 2002 le musée royal des Beaux-Arts d'Anvers présente ses œuvres au cours d'une exposition majeure.